# 野沢雅子 IN MY WORLD
『野沢雅子 IN MY WORLD』（のざわまさこ イン・マイ・ワールド）は、2016年10月1日から2018年9月29日まで放送されていたエフエム大阪製作のラジオ番組である。

## 概要
声優の野沢雅子とアシスタントの夏野愛子が、声優を志願するリスナー、アニメや声優に興味のあるリスナーに向けたトークを展開する。この他、野沢のライフワークでもある朗読のコーナーも実施される。
放送開始以来TOKYO FMをはじめJFN系列9局で放送されていたが、2018年6月30日（1日遅れネット局では7月1日）放送回をもって、製作局のFM大阪を除くネット局での放送が打ち切りとなった。FM大阪以外でのネット局では、エンディング部分を野沢と夏野による終了の告知に差し替えた上で放送された。
同年9月29日放送回をもって、2年間に渡る放送を終了した。最終回では野沢が番組内で披露してきた「朗読」にスポットを当てたトークが展開された。

## 出演者
- 野沢雅子
- 夏野愛子 - 番組の進行やリスナーからのお便り・曲紹介を担当する。番組内では野沢を彼女の愛称である「マコさん」と呼ぶ。

## 内容
フリートーク
番組前半のコーナー。野沢と夏野によるフリートークで、トーク終了後には洋楽が一曲流される。
朗読
番組後半のコーナー。野沢による童話や民話等の朗読が披露される。朗読終了後には、野沢が作品の朗読をする際のポイントやテクニック等を解説する。
メッセージ紹介
番組後半のコーナー。リスナーから寄せられた野沢への質問・相談等のメッセージを紹介する。

## 放送局
| 放送対象地域 | 放送局名               | 放送時間           | 備考   |
| ------------ | ---------------------- | ------------------ | ------ |
| 大阪府       | エフエム大阪（FM大阪） | 土曜 20:30 - 21:00 | 製作局 |

### 過去のネット局
最終放送日（2018年6月30日、7月1日）時点。放送時間の早い順に記載。
| 放送対象地域 | 放送局名                         | 放送時間           | 備考 |
| ------------ | -------------------------------- | ------------------ | ---- |
| 宮城県       | エフエム仙台（Date fm）          | 土曜 20:00 - 20:30 |      |
| 東京都       | エフエム東京（TOKYO FM）         | 土曜 20:00 - 20:30 |      |
| 愛知県       | エフエム愛知（@FM）              | 日曜 20:00 - 20:30 |      |
| 北海道       | エフエム北海道（AIR-G'）         | 日曜 21:30 - 22:00 |      |
| 広島県       | 広島エフエム放送（HFM）          | 日曜 21:30 - 22:00 |      |
| 福岡県       | エフエム福岡（FM FUKUOKA）       | 日曜 22:00 - 22:30 |      |
| 兵庫県       | 兵庫エフエム放送（Kiss FM KOBE） | 日曜 22:30 - 23:00 |      |
| 静岡県       | 静岡エフエム放送（K-mix）        | 日曜 22:30 - 23:00 |      |